# Miroslav Filipović-Majstorović

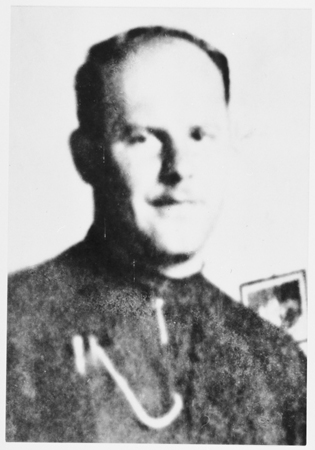
Miroslav Filipović.

Miroslav Filipović (Jajce, 5 giugno 1915 – Zagabria, 29 giugno 1946) è stato un religioso e militare croato, conosciuto anche come Tomislav Filipović e Tomislav Filipović-Majstorović, è stato un collaboratore del regime degli Ustascia controllato dai nazisti nella Jugoslavia, frate francescano e cappellano militare.

## Biografia
Durante la seconda guerra mondiale in Jugoslavia partecipa all'assassinio dei serbi, degli ebrei e dei rom, nonché dei dissidenti croati perpetrato dal regime croato degli Ustascia, operando in particolare modo nel campo di concentramento di Jasenovac un luogo di prigionia definito, in una lettera del 24 febbraio 1943 dal cardinale Alojzije Viktor Stepinac indirizzata al capo dello Stato Ante Pavelić una "vergognosa macchia per lo Stato Indipendente Croato. Per la sua crudeltà gli vennero attribuiti gli epiteti di "Il diavolo di Jasenovac" e di "Fratello Satana"
Nel 1941, dopo la costituzione dello Stato Indipendente di Croazia (NDH), uno Stato fantoccio instaurato dalle forze dell'Asse che abbracciava la Bosnia-Erzegovina e la maggior parte della Croazia, Filipović ricevette l'ordine di affiancare un cappellano militare nella città di Prozor-Rama nel nord dell'Erzegovina, ma non assunse mai l'incarico. Solo nel gennaio 1942, dopo avere completato i suoi esami teologici a Sarajevo, divenne cappellano militare degli Ustascia, un'organizzazione di nazionalisti estremisti croati. La relazione della Commissione statale della Croazia per l'indagine sui crimini delle forze di occupazione e dei loro collaboratori (Sezione D-XXVI) (A report by the State Commission of Croatia for the Investigation of the Crimes of the Occupation Forces and their Collaborators (SCC), Section D-XXVI), redatta nel dopoguerra fornisce diversi dettagli sull'operato di Miroslav Filipović nella sezione intitolata "Crimini nel Campo di Jasenovac" (Crimes in the Jasenovac Camp - Zagabria 1946) pubblicata sia in serbo sia in inglese.

### I crimini
Filipović (poi conosciuto come Tomislav Filipović-Majstorović) venne assegnato al battaglione del corpo di guardia di Poglavnik II dove iniziò la sua attività. Secondo le dichiarazioni di due testimoni e di un generale tedesco il 7 febbraio 1942, Filipović accompagnava i membri del suo battaglione in un'operazione volta a cancellare i serbi nell'insediamento di Drakulić, nella periferia settentrionale di Banja Luka e in due villaggi vicini, Motike e Šargovac. In questa operazione più di 2.300 civili serbi furono uccisi.
Secondo i rapporti inviati a Eugen Dido Kvaternik, capo del servizio di sicurezza interna dello Stato, dal suo ufficio di Banja Luka e datati 9 e 11 febbraio 1942, risultò che le vittime a Šargovac comprendevano 52 bambini uccisi nella scuola elementare del villaggio. Due insegnanti che sopravvissero alla strage della scuola: Dobrila Martinović e Mara Šunjić, testimoniarono contro Filipović al suo processo postbellico a Belgrado. Nella loro deposizione dichiararono che Filipović non solo partecipò attivamente ai crimini, ma invitò i suoi colleghi ustascia ad agire con estrema crudeltà. In particolare Filipović, soprannominato dalle sue truppe "il glorioso", venne accusato di avere ordinato che i ragazzi serbi della scuola venissero portati davanti a lui e con un altro sacerdote collaborazionista, padre Zvonimir Brekalo, uccisero gli studenti sgozzandoli uno alla volta. Altri episodi crudeli, raccontati da testimoni oculari, videro il religioso come protagonista

### Sospensione ed espulsione dall'ordine francescano
Il legato papale di Zagabria, venuto a conoscenza dei suoi crimini, in accordo con il cardinale Stepinac decise di sospenderlo dalle sue funzioni religiose il 4 aprile 1942 e il 22 ottobre 1942 venne espulso dall'ordine dei francescani; secondo alcune fonti seguì anche la scomunica papale ma su ciò non si ha documentazione né conferme documentate.

### Direzione dei Campi di Concentramento di Jasenovac e Stara Gradiška
Dopo la sospensione e la riduzione allo stato laicale venne arrestato e inviato al campo di concentramento di Jasenovac. Attraverso l'intervento diretto di Vjekoslav "Maks" Luburić, che allora guidava la sezione III del servizio di sicurezza interna ISC (Ustaška Narodna Služba), responsabile dell'amministrazione del sistema dei campi di prigionia, Filipović fece carriera all'interno del campo: da prigioniero divenne capo-guardia, responsabile delle esecuzioni, poi luogotenente del comandante Ljubo Miloš e dell'amministratore Ivica Matković, e successivamente, per alcuni mesi, coprì il ruolo di direttore del campo principale pro-tempore fino al ritorno dello stesso Matković.
Dalla fine del 1942 e fino al 27 marzo 1943 venne inviato a dirigere il Campo di Stara Gradiška, che ospitava prevalentemente donne e bambini. Dopo essere tornato a Jasenovac nell'aprile del 1943 collaborò con i suoi superiori alla gestione del campo fino alla fine della guerra.

### Processo e condanna a morte
Nel 1946 Filipović fu portato a Belgrado per essere giudicato da un tribunale civile per i suoi crimini di guerra. Durante il dibattimento collaborò con il collegio giudicante ammettendo la sua partecipazione ad alcuni degli episodi raccontati dai vari testimoni, ma negando il coinvolgimento in altri. Tra l'altro dichiarò di avere ucciso personalmente almeno cento prigionieri e di essersi attivato durante la sua permanenza nei campi di concentramento per l'eliminazione di circa 30.000 internati..
La corte lo dichiarò colpevole degli atti ascrittigli, condannandolo a morte per impiccagione. Il giorno dell'esecuzione indossava le vesti dell'ordine francescano.